# Osman Mohamoud (roi)
Osman Mahamuud ( somali : Cismaan Maxamuud, arabe : عثمان محمود  ), également connu sous le nom d' Uthman III ibn Mahmud, ou sous le nom de Boqor Osman était un roi somalien. Il a dirigé le sultanat de Majeerteen au XIXe siècle. D'abord allié aux italiens, il fut à partir de 1927 l'un de leur plus farouches opposants en Somalie.

## Sultanat de Majeerteen
Le sultanat Majeerteen a été créé par des Somaliens des clans Majeerteen et Darod. Osman Mahamuud était le fils de Mahmud V ibn Yusuf, qui dirigea le sultanat de 1844 à 1860. Mahmud fils monta ensuite sur le trône, gouvernant sous le titre royal de Boqor (roi). Le sultanat de Majeerteen a pris de l'importance ce siècle là sous la gouvernance de Boqor Osman.

## Accord Majeerteen-Britannique
En raison d'accidents de navires constants le long du promontoire nord-est du cap Guardafui, le royaume de Boqor Osman a conclu un accord informel avec la Grande-Bretagne, dans lequel les Britanniques ont accepté de verser au roi des subventions annuelles pour protéger les équipages britanniques naufragés et protéger les épaves contre le pillage. L'accord n'a cependant pas été ratifié, c'est pour cela qu'il est impossible de parler ici de traité, car les Britanniques craignaient que cela « donne à d'autres puissances un précédent pour conclure des accords avec les Somaliens, qui semblaient prêts à nouer des relations avec tous les arrivants ».

## Traités Majeerteen-Italien
À la fin du XIXe siècle, tous les monarques somaliens existants ont conclu des traités avec l'une des puissances coloniales que sont la Grande-Bretagne et l'Italie, à l'exception du sultan derviche Diiriye Guure. À la fin de 1889, Boqor Osman conclut un traité avec les Italiens, faisant de son royaume un protectorat italien. Son rival, le sultan Yusuf Ali Kenadid, avait signé l'année précédente un accord similaire vis-à-vis de son propre sultanat. Les deux dirigeants avaient signé les traités de protectorat pour faire avancer leurs propres objectifs expansionnistes, Boqor Osman cherchant à utiliser le soutien de l'Italie dans sa lutte de pouvoir en cours avec Kenadid pour le sultanat de Majeerteen. En signant ces accords, les dirigeants espéraient également exploiter les objectifs rivaux des puissances impériales européennes afin d’assurer plus efficacement le maintien de l’indépendance de leurs territoires.
Les termes de chaque traité précisaient que l'Italie devait éviter toute ingérence dans les administrations respectives des sultanats. En échange d'armes italiennes et d'une subvention annuelle, les sultans concédèrent un minimum de concessions économiques. Les Italiens ont également accepté d'envoyer quelques ambassadeurs pour promouvoir à la fois les intérêts des sultanats et leurs propres intérêts.
Pour autant, les ambitions conquérantes d'Osman causèrent de nombreuses tensions. En effet, en mars 1901, Osman décide de s'emparer de trois villages dans la région de Mudug, alors placée sous la souveraineté du sultan Yusuf Ali. Du fait que les deux sultans avaient acceptés la protection italienne, le désaccord fut soumis à l'arbitrage du consul italien à Aden, Giulio Pestalozza. Ce dernier fit pression, en vain sur Osman pour qu'il rende les villages à Yusuf Ali. Ce refus opposé par Osman aux italiens provoqua une situation de tension et d'incompréhension entre Osman et l'Italie. C'est ainsi qu'Osman écrivit une lettre à l'Empire ottoman demandant leur protection. Cette lettre fut interceptée par l'Italie au Caire. À la suite de cela, les Italiens brisèrent le traité signé avec Osman et attaquèrent Majeerteen. Osman capitula après une série de défaites militaires.

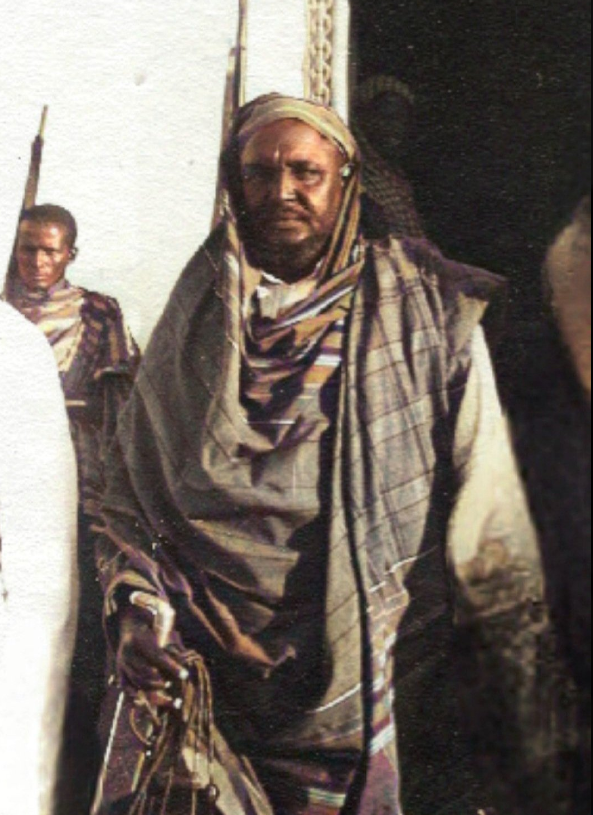
Boqor Osman Mohamoud en 1914.

Peu après cette défaite cependant, du fait de l'échec des britanniques à contenir les derviches et des attaques de ces derniers sur le sultanat Majerteen, Osman et les italiens signèrent en 1910 un nouveau traité, plus strict que le précédent.
Cependant, avec l'Italie fasciste, les relations entre Osman et l'Italie devinrent totalement belliqueuses. En effet, le 13 octobre 1924, après avoir vaincu le sultanat Hobyo et mis en place un blocus maritime sur le sultanat Majerteen, les italiens exigent d'Osman qu'il se rende et que le sultanat Majerteen deviennent une partie de la Somalie italienne. Après une dizaine de jours de réflexion, Osman donna une réponse négative, ce qui le fit entrer en lutte contre l'occupation coloniale. Cette guerre dura environ deux ans et fut dévastatrice. Malgré quelques victoires, Osman finit par perdre la guerre et par se rendre, en novembre  1927. À la suite de cette reddition, Osman fut exilé à Mogadiscio.

## Voir également